# Reichardia
Reichardia – rodzaj roślin z rodziny astrowatych (Asteraceae). Obejmuje 10 gatunków występujących w krajach basenu Morza Śródziemnego oraz we wschodniej Afryce i południowej Azji (po Indie na wschodzie).

## Systematyka
Pozycja systematyczna
Rodzaj z rodziny astrowatych (Asteraceae) należącej do rzędu astrowców reprezentującego dwuliścienne właściwe. W obrębie rodziny reprezentuje plemię Cichorieae z podrodziny Cichorioideae.
Wykaz gatunków
- Reichardia albanica F.Conti & D.Lakušić
- Reichardia × baetica Gallego & Talavera
- Reichardia × canariensis Gallego & Talavera
- Reichardia crystallina (Sch.Bip.) Bramwell
- Reichardia dichotoma Freyn
- Reichardia famarae Bramwell & G.Kunkel
- Reichardia gaditana (Willk.) Samp.
- Reichardia intermedia (Sch.Bip.) Samp.
- Reichardia ligulata (Vent.) G.Kunkel & Sunding
- Reichardia macrophylla Vis. & Pančić
- Reichardia picroides (L.) Roth
- Reichardia × sventenia Gallego & Talavera
- Reichardia tingitana (L.) Roth